# Принцип инвариантности скорости света
Принцип инвариантности скорости света следует из принципа относительности (гласящего, что все физические законы инвариантны относительно выбора инерциальной системы отсчёта) и является воплощением лоренц-инвариантности электродинамики. Более обобщенно можно говорить, что максимальная скорость распространения взаимодействия (сигнала), называемая скоростью света, должна быть одинаковой во всех инерциальных системах отсчёта.
Данное утверждение очень непривычно для нашего повседневного опыта. Мы понимаем, что скорости (и расстояния) меняются при переходе от покоящейся системы к движущейся, при этом интуитивно полагая, что время абсолютно. Однако принцип инвариантности скорости света и абсолютность времени несовместимы. Если максимально возможная скорость инвариантна, то время идёт различным образом для наблюдателей, движущихся друг относительно друга. Кроме этого, события одновременные в одной системе отсчёта, будут неодновременны в другой.
До опытов Майкельсона — Морли в 1887 году (первые результаты были получены Альбертом Майкельсоном ещё в 1881 году), существовало три мнения относительно модели эфира:
- Эфир неподвижен и существует абсолютная система отсчета (АСО), связанная с эфиром. При движении тел в АСО должен регистрироваться «эфирный ветер» и как следствие скорость света в разных направлениях при движении относительно АСО будет разной.
- Тела при движении в неподвижном эфире (относительно АСО) сокращаются в продольном к скорости направлении (Дж. Ф. Фицджеральд). Свет из-за сокращения измерительных масштабов во всех направлениях будет иметь одну и ту же измеренную скорость.
- Эфир полностью (Герц) или частично (Френель) увлекается телами, в частности Землёй при своем орбитальном движении. Эфирный ветер на Земле не регистрируется по причине его малости или отсутствия.

А. Майкельсон задался целью с помощью оптических опытов подтвердить или опровергнуть теорию «неувлекаемого эфира». Дж. К. Максвелл указал на невозможность выявления эффектов первого порядка (относительно {\displaystyle {\frac {v}{c}}}) независимо от применяемой теории эфира. При движении луча света «туда-обратно» световому лучу требуется одно и то же суммарное время, независимо от сложения скорости света со скоростью источника. Для наблюдений возможных оптических эффектов второго порядка (относительно {\displaystyle {\frac {v^{2}}{c^{2}}}}), связанных с теорией «неувлекаемого эфира», Майкельсон поставил опыт с интерферометром. Результаты опыта показали незначительность оптических эффектов второго порядка, связанных с орбитальным и галактическим движением Земли. Влияние «эфирного ветра» на оптические эффекты второго порядка в пределах свыше 6 км/с обнаружено не было, теория неподвижного эфира была поставлена под сомнение. Результаты и методика расчётов опыта Майкельсона являлись плодами его оригинальных изобретений, связанных со сложностью физики увлекаемого эфира, а законы отражения движущихся зеркал значительно усложнили его расчёты. Оставшиеся модели эфира из-за разногласий и попыток построить «механическую» модель с вытекающими явными противоречиями («сверхтвёрдый эфир»), не удавалось развить до законченного вида.
В 1905 г. Альберт Эйнштейн в своей работе «К электродинамике движущихся тел» постулирует принцип относительности и инвариантность скорости света в инерциальных системах отсчета. Опираясь на «мысленные эксперименты», приведенные в своей работе, он выводит преобразования между движущимися и покоящимися инерциальными системами отсчета, в математическом виде схожие с преобразованиями Лоренца.
Со временем изменилось само представление о пространстве и времени, и в соответствии с ним механика стала такой же лоренц-инвариантной, как оптика и электродинамика. Классические преобразования Галилея являются приближёнными и справедливыми для малых (по сравнению со скоростью света) скоростей. В общем же случае необходимо применять релятивистские преобразования Лоренца, которые легли в основу специальной теории относительности Эйнштейна.
В 1960—70-х годах в реферативных журналах часто попадались ссылки на зарубежные работы, в которых рассматривались варианты специальной теории относительности, построенные на предположении неравенства скоростей света в противоположных направлениях. Эти варианты назывались ε-СТО и непротиворечивым способом описывали все то, что описывается СТО. Правда, большинство из них были более «тяжеловесны» и менее удобны, чем вариант Эйнштейна, поскольку в них нарушалось требование неизменности математической формы записи законов в разных системах отсчета. Большинство работ этих авторов не были направлены против эйнштейновского варианта, а показывали непротиворечивость нетрадиционного подхода. Авторы этих работ стремились, нарушив математическую красоту СТО, вскрыть её физическое содержание и раскрыть загадку скорости света в одном направлении.
Нередко говорят, что скорость света в одном направлении была измерена Рёмером. Однако скорость Рёмера — это тоже скорость, полученная в неявном предположении равенства скоростей света в противоположном направлении. Дело в том, что Рёмер и Кассини рассуждали о движении спутников Юпитера, заведомо предположив, что пространство наблюдателей изотропно. То, что Рёмер фактически измерил скорость света, неявно сделав предположение о равенстве скорости света туда и обратно, показал австрийский физик Карлов.
Инвариантность скорости света в лаборатории, покоящейся относительно поверхности Земли, на сегодняшний день твёрдо установлена экспериментально. Интерес представляет поиск возможных небольших отклонений от этого закона.